# 閃燈門鐘
閃燈門鐘，又稱閃燈響鈴，是一種設置在房屋門口的電子門鐘裝置，其特點是在響起鈴聲的同時會閃燈。這種門鐘通常使用LED燈來產生閃光效果，使得聾人或聽障人士可以更容易地察覺到門鐘的響聲。
聾人在家中遇到最麻煩的事情莫過於有訪客到訪時聽不到門鐘聲。曾經有聾人的家人因忘記帶鑰匙，結果在門外等待了整整一個多小時，聾人事後也對此自責。有聾人機構指出，現在市面上有多款閃燈式門鐘可供選擇，即可同時閃燈及響鈴，以滿足家中各人的需求。

## 各地情況

### 香港
根據《公營房屋政策》指引，聾人如有需要可向房屋署申請免費安裝閃燈門鐘，方便應門。該指引沒有詳細說明申請門鐘需要提交任何證明文件，但聾人機構「龍耳」創辦人邵日贊透露，有部分房屋署外判的管理公司要求聾人住戶提交物理治療師轉介信才能協助安裝門鐘。
有聾人在2014年入伙時已向房屋署提出安裝閃燈門鐘的申請，但當時房屋署職員回應申請過程需時一年，而她等不及，最終放棄申請，自行到深水埗買了一個價值百多元的閃燈門鐘。可惜的是，她使用不久就報銷了，門鐘壞掉了。之後，她又嘗試向房屋署申請安裝閃燈門鐘，但職員告知需要等待一年。
由於沒有門鐘，當朋友到訪時，他們只能透過電話與聾人溝通，到了門口後才會發送電話訊息。聾人只能在電話上與朋友進行門外門內的溝通，無法透過門鐘進行。對於不認識的訪客，那位聾人無奈地表示，如果是認識的人就可以找到她，不認識的人就沒有辦法，她不會開門。直到有火災事件發生後，那位聾人和丈夫商量後認為再斷絕與外界的溝通是不可行的，因此決定申請閃燈門鐘，以方便與外界聯繫。如果有火警、郵差、送貨員、管理員或其他雜務，訪客就可以按閃燈門鐘通知她們，不需要她們盯著門口看是否有人。
邵日贊多年來為聾人爭取權益，他強烈批評外判公司要求聾人提交物理治療師轉介的做法缺乏彈性，就好像已經有身份證證明自己的身份，卻還需要向入境處證明一樣。私人公司通常沒有決定安裝方式的權限，最終責任應該由房屋署承擔。那位聾人已經擁有殘疾人士登記證，證上清楚列明殘疾類別，但仍然需要遞交轉介信，這讓其他聾人都感到困惑不解。
房屋署職員表示，曾經有聾人住戶申請門鐘，不過目前仍在處理階段。聾人等待申請閃燈門鐘的過程卻遙遙無期。

### 加拿大
加拿大安大略省設有殘疾人士資助計劃（Ontario Disability Support Program），為有經濟需要的殘疾人士提供支援，包括安裝閃燈門鐘及床上搖動器（bed shaker），能夠及時通知聾人火警或有人按門鐘的情況。。

### 美國
根據美國法律，所有公共住宅項目都必須提供適用於聾人的火警警報系統，包括閃燈門鐘。申請安裝閃燈門鐘的費用必須由房屋署及市區建造局支付。

### 澳門
澳門電力公司於2000年設立了「社會服務計劃」，由志願技工參與，為獨居長者、弱勢家庭及有特殊需要的人士提供免費安全檢查及維修家居電力裝置的服務。該計劃也延伸至為澳門聾人協會的會員提供服務，不僅為其會員進行電力裝置安全檢查，更會為他們安裝特製的閃燈門鐘。雖然這個裝置對於聾人來說十分重要，但很難聘請電工進行這類安裝。因此，15名澳門聾人協會會員已申請參加這項試驗計劃，首次安裝於2014年5月進行。

## 外部連結
- 閃燈門鐘示範影片 （页面存档备份，存于）